# バランシヤ王国

バランシヤ王国
طائفة بلنسية

1037年ごろのバランシヤ王国

バランシヤ王国（アラビア語: طائفة بلنسية）は、スペインのバレンシアとその周辺に存在した中世ムーア人の小王国（タイファ）である。王国は4つの期間、1010年から1065年、1075年から1099年、1145年から1147年、そして1229年から1238年まで存在したが最後はアラゴン王国によって征服された。 
また、1094年から1099年まで、王国は伝説的な軍人エル・シッドに支配されていたことで知られている。   

## 支配者の一覧

### サカーリバ朝
- ムバラクとムザッファーの兄弟（Mubarak and Muzaffar）：1010/1年 - 1017年
- ラブイブ （Labib al-Fata al-Saqlabi、トゥルトーザ 1009年頃 - 1039年以前/1040年）：1017年 - 1019年、1039年以前没
- ムジャーヒド・アル・アーミリー（Mujāhid al-ʿĀmirī、デニア 1010/2年 - 1045年）：1017年 - 1021年、1045年没

### アミール朝
- アブド・アル＝アズィーズ・アル＝マンスール（英語版）：1021年 - 1061年
- アブド・アル＝マリク・イブン・アブド・アル＝アズィーズ・アル＝ムダファーラ（英語版）：1061年 - 1065年
  - アル＝マムン（トレド王国のエミール）：1065年 - 1075年
- アブ・バクル・イブン・アブド・アルアジズ：1075年 - 1085年
- ウスマン：1085年 - 1086年

### ズンヌーン朝
- ヤヒヤ・アル＝カーディル（英語版）（トレド王国 1075年 - 1085年）：1086年 - 1092年

### ヤハフィド朝

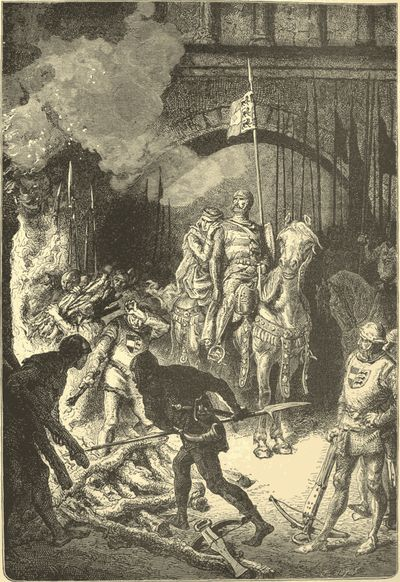
エル・シッドは、1094年にバレンシアのタイファを征服した後、アブ・アフマド・ジャファーとその仲間たちの処刑を命じた。

- アブー・アフマド・ジャファー：1092年 - 1094年

### エル・シッドの王朝
- エル・シッド：1094年 - 1099年
- ヒメナ・ディアス：1099年 - 1102年
  - カスティーリャ王国：1099年 - 1102年
  - ムラービト朝：1102年 - 1145年

### アブダル＝アジズ朝
- アブ・アブアル・マリク・マーワン：1145年

### ジャディッド朝
- アブ・ムハンマド：1145年 - 1146年、1147年没

### ハッディ朝
- アブ・ジャファー・アフマド「ザファドーラ（Zafadola）」：1146年

### ジャディッド朝（復古）
- アブ・ムハンマド（復位）：1146年 - 1147年
  - ムルシア王国：1147年 - 1172年
  - ムワッヒド朝：1172年 - 1229年

### マルダニス朝
- ザヤン（オンダ 1228年 - 1229年、ムルシア 1239年 - 1241年）：1229年 - 1238年、1241年没 
  - その後アラゴン王国に併合